# Dalmatinski šafran
Dalmatinski šafran (dalmatinski podlesak, lat. Crocus dalmaticus), vrsta jednosupnice iz porodice perunikovki raširene uz dalmatinsku obalu u Hrvatskoj, gdje se smatra endemom, ali postoje podaci da raste i na području Albanije.

## Sinonimi
- Crocus dalmaticus f. albiflorus K.Malý
- Crocus reticulatus var. dalmaticus (Vis.) Herb.